# Roter Riese
Ein Roter Riese ist ein Stern von großer Ausdehnung und damit im Vergleich zu einem Hauptreihenstern gleicher Oberflächentemperatur (einem Roten Zwerg) ein Himmelskörper hoher Leuchtkraft. Beispiele hierfür sind einige Sterne erster Größe, die bereits freiäugig rot erscheinen, z. B. Aldebaran im Sternbild Stier und der gelbrot leuchtende Arktur im Sternbild Bärenhüter.
Rote Riesen sind „alternde“ Sterne von der Größenordnung einer Sonnenmasse, in deren Kern das „Wasserstoffbrennen“ mangels Nachschub erloschen ist. Daraufhin gewinnt die Gravitation die Oberhand, und sie kontrahieren, bis Druck, Dichte und Temperatur ausreichen, um nun außerhalb des Kerns, in dem sich kein Wasserstoff mehr befindet, im Schalenbrennen Wasserstoff zu Helium zu fusionieren. Die Sterne dehnen sich auf etwa das Hundertfache ihrer ursprünglichen Größe aus, bis sich wieder ein Gleichgewichtszustand zwischen nach außen gerichtetem Strahlungs- und nach innen gerichtetem Schweredruck einstellt. Aufgrund ihrer nun weitaus größeren Oberfläche sinkt dort die Temperatur und die Sterne erscheinen zumeist rötlich leuchtend. Mit dem Einsetzen des Schalenbrennens verlassen sonnenähnliche Sterne die Hauptreihe im Hertzsprung-Russell-Diagramm (HRD) und befinden sich nun als Rote Riesen auf dem Riesenast im HRD. Nach weiteren Jahrmillionen, wenn ihre Brennstoffvorräte versiegt sind, enden sie als Weißer Zwerg. 
Rote Riesen sind von anderen Riesensternen zu unterscheiden, die von Beginn an über wesentlich größere Massen verfügen und damit in der Lage sind, in fortgeschrittenen Brennzyklen eine Kohlenstofffusion zu zünden. Diese massereichen Sterne nehmen im HRD eine völlig andere Entwicklung und können am Ende ihres vergleichsweise kurzen Lebens nach einer Supernova-Explosion als kompakte Neutronensterne oder als Schwarze Löcher enden.

## Merkmale
Rote Riesen gehören zumeist den Spektralklassen K und M an, deren Oberflächentemperaturen laut Schmidt-Kaler (1982) bei 3330 (Spektralklasse M5) bis 4750 (Spektralklasse K0) Kelvin liegen. Relativ selten weisen sie eine der Spektralklassen R, N oder S auf, für die Schmidt-Kaler (1982) eine Temperaturspanne von 1900 bis 5400 K angibt. Mit diesen im Vergleich zur Sonne (deren Oberflächentemperatur 5780 K beträgt) niedrigen Temperaturen liegt das Maximum ihrer Schwarzkörperstrahlung im roten oder orangen Farbbereich.
Aufgrund ihrer Ausdehnung und der damit verbundenen großen Oberfläche ist die abgestrahlte Lichtmenge und damit die Leuchtkraft Roter Riesen sehr hoch, sodass es sich um Sterne großer absoluter Helligkeit handelt. Im visuellen Bereich liegen die absoluten Helligkeiten Roter Riesen der Spektralklassen K und M gemäß Schmidt-Kaler (1982) bei −0,4 bis 0,7 Magnituden, womit sie die Sonne (die mit 4,8 Magnituden erstrahlt) um etwa das 100-Fache übertreffen. Für die über das gesamte Spektrum integrierte Leuchtkraft (die bolometrische Helligkeit) Roter Riesen der Klassen K und M gibt Schmidt-Kaler (1982) Werte von −2,6 bis 0,4 Magnituden an, was die Leuchtkraft der Sonne von 4,7 Magnituden um das bis zu 1000-Fache übersteigt. Die große Leuchtkraft bringt es zwangsläufig mit sich, dass Rote Riesen im Vergleich zu auch heißeren Hauptreihensternen aus sehr großer Entfernung zu sehen sind. Gerade unter den hellen, mit bloßem Auge sichtbaren Sternen sind sie besonders stark vertreten.
Wegen ihrer niedrigen Oberflächentemperatur und hohen Leuchtkraft befinden sich Rote Riesen im rechten oberen Bereich des HRD.
Wie im Artikel Sternoberfläche ausführlich dargestellt wird, weisen Rote Riesen oft ausgedehnte Photosphären auf. Physikalische Größen wie Oberflächentemperatur, Oberflächenschwere oder Radius bedürfen bei diesen Sternen einer besonders sorgfältigen Definition.

## Entwicklung Roter Riesen bis zum Asymptotischen Riesenast

### Sonnenähnliche Ausgangssterne

Entwicklung eines sonnenähnlichen Sterns von der Alter-Null-Hauptreihe (ZAMS) über die Unterriesenphase (A–B), den Roten-Riesenast (C), das Heliumbrennen (D) bis zum asymptotischen Riesenast (D–E)

Leuchtkraft eines sonnenähnlichen Sterns vom Einmünden des Protosterns in die Hauptreihe bis zum asymptotischen Riesenast

Masse eines sonnenähnlichen Sterns vom Einmünden des Protosterns in die Hauptreihe bis zum asymptotischen Riesenast

Rote Riesen gehen aus massearmen Hauptreihensternen am Ende ihrer Entwicklung hervor. Im Detail hängt dabei das Geschehen vor allem von der Masse, aber auch der chemischen Zusammensetzung des ursprünglichen Sterns ab. Um die Prinzipien dieser Spätphase der Sternentwicklung herauszuarbeiten, sei als Beispiel zunächst der Entwicklungspfad eines sonnenähnlichen Sterns (1 Sonnenmasse, 68 % Massenanteil für Wasserstoff, 30 % für Helium, 2 % für sonstige Elemente) im HRD nach den Modellen von Schaller und Kollegen (1992) und Charbonnel und Kollegen (1996) gezeigt.
Im Hauptreihenstadium sonnenähnlicher Sterne (bis 1,12 Sonnenmassen) verläuft das Wasserstoffbrennen in der Proton-Proton-Kette. Im Kern gibt es keine Konvektion, die Energieübertragung nach außen erfolgt ausschließlich radiativ. Das hat zur Folge, dass die Geschwindigkeit der Wasserstofffusion von innen nach außen im Kern abnimmt und sich mit der Zeit ein nach innen kontinuierlich ansteigende Heliumgehalt einstellt. In Sternen mit 1,3 Sonnenmassen und mehr läuft von Anfang an der Bethe-Weizsäcker-Zyklus (CNO-Zyklus), Sterne zwischen 1,12 und 1,3 Sonnenmassen wechseln im Laufe ihrer Hauptreihenentwicklung von der p-p-Kette in den CNO-Zyklus.
Schon im Hauptreihenstadium führt die Umwandlung von Wasserstoff zu Helium im Kern zu einem Leuchtkraftanstieg. Durch diesen Prozess verringert sich die Zahl der Teilchen (aus 4 Protonen und 4 Elektronen gehen 1 Heliumkern und 2 Elektronen hervor), gleichzeitig steigt die mittlere Atommasse (von 0,5 auf 1,33 atomare Masseneinheiten). Die Verringerung der Teilchenzahl im Kern zieht automatisch eine höhere Massendichte nach sich. An der Grenze zwischen Kern und inaktiver Wasserstoffhülle herrschen nämlich Temperatur- und Druckgleichgewicht und damit auf beiden Seiten jeweils die gleiche Teilchendichte. Da im Kern aber die Teilchenzahl abnimmt, kann dieses Gleichgewicht dort nur durch eine Verdichtung der Masse aufrechterhalten werden. Die Zentraltemperatur ist direkt proportional der Atommasse (siehe Sternaufbau), sodass mit der Atommasse auch die Temperatur im Kern entsprechend steigt. Damit aber wächst auch die nukleare Energieproduktion und somit die Leuchtkraft. Die Strahlungsleistung der Sonne ist den Modellen zufolge seit dem Beginn des Hauptreihenstadiums vor etwa 4,5 Milliarden Jahren um etwa 35 % angewachsen.
Im Laufe der Zeit geht der Wasserstoffvorrat im Kern zur Neige (im hier diskutierten Modell nach etwa 9,5 Milliarden Jahren), und damit versiegt dort auch die Energieproduktion. Dadurch gewinnt die Gravitation gegenüber dem Gas- und Strahlungsdruck die Oberhand; der Kern verdichtet sich wiederum. Dementsprechend steigt auch die Temperatur weiter an, sodass in der bisher inaktiven Wasserstoffhülle die Kernfusion zu Helium einsetzen kann. Zum Zeitpunkt des Versiegens des Wasserstoffs im Kern (der Umkehrpunkt der Kurve kurz vor A im HRD bei der höchsten Temperatur) ist die Leuchtkraft des Sterns schon auf etwa das 1,35-fache des heutigen Sonnenwertes angewachsen. Im Kern bildet sich nun ein langsam anwachsender, isothermer Heliumkern aus, der bis zum Erreichen von 0,1 Sonnenmassen stabil ist (Punkt A im HRD). Das ist der Austrittspunkt des Modellsterns aus der Hauptreihe, hier ist die Leuchtkraft des Modellsterns auf etwa das 2-fache angestiegen.
Das Wasserstoffschalenbrennen treibt die Hülle des Sterns nach außen, wodurch diese trotz weiter steigender Zentraltemperatur auskühlt. Da die Leuchtkraft sehr stark von der Oberflächentemperatur abhängt, nimmt diese zunächst trotz der immer höheren Kerntemperatur nicht weiter zu. Der Stern ist in diesem Stadium ein Gelber Unterriese (Spektraltyp G, Leuchtkraftklasse IV), der sich im HRD parallel zur Temperaturachse von links nach rechts bewegt (Abschnitt A-B). Sein Radius wächst dabei etwa um das Zweifache an. In dieser Phase läuft das Wasserstoffbrennen im Bethe-Weizsäcker-Zyklus (CNO-Zyklus) in einer Schale direkt über dem Heliumkern am „Boden“ einer konvektiven Schicht ab.
Mit fallender Oberflächentemperatur reicht die Wasserstoffkonvektionszone immer tiefer in den Stern hinab (siehe wiederum Sternaufbau), bis sie schließlich auf die wasserstoffbrennende Zone trifft. Damit können erstmals nukleare Reaktionsprodukte (von der wasserstoffbrennenden Schale erzeugtes Helium) in die Photosphäre gelangen (Punkt B im HRD). Dieses Stadium ist nach etwa 10,7 Milliarden Jahren erreicht. Die Unterriesenphase ist mit etwa 1,2 Milliarden Jahren also achtmal kürzer als das Hauptreihendasein. Im Punkt B ist der Wasserstoff in der konvektiven Schale um den aus der Unterriesenphase entstandenen Heliumkern fast schlagartig erschöpft. Der gesamte Stern muss nun kontrahieren, bis in den darüber liegenden Schalen das konvektive Wasserstoff-Schalenbrennen einsetzen kann.
Von Punkt B an beschleunigt sich das weitere Geschehen erheblich. Durch das Wasserstoffschalenbrennen nimmt die Masse des Heliumkerns zu, wodurch die Effekte der geringer werdenden Teilchenzahl, der zunehmenden Atommasse und des Gravitationsdrucks immer stärker greifen. In nur etwa 600 Millionen Jahren wandert der Stern zu Punkt C im HRD, wo das Zusammenwirken von hoher Leuchtkraft und geringer Oberflächenschwere nun auch den Masseverlust durch Sternwind drastisch anwachsen lässt. Die Leuchtkraft beträgt jetzt etwa das 35-Fache des Sonnenwertes, der Radius etwa 10 Sonnenradien. Der Stern ist zu einem Roten Riesen (Spektraltyp K, Leuchtkraftklasse III) geworden. Mit einem Masseverlust von etwa 10−10 Sonnenmassen pro Jahr ist der Sternwind bereits 10.000 Mal so stark wie derjenige der Sonne, aber noch nicht ausreichend, um in kurzer Zeit die Struktur des Sterns entscheidend zu beeinflussen.
Von Punkt C aus benötigt der Stern nur noch etwa 50 Millionen Jahre, um erstmals ein Leuchtkraftmaximum zu erreichen. Die hierbei im HRD erreichte Position liegt auf dem so genannten Roten Riesenast (engl. "RGB", Red Giant Branch). Hinsichtlich der abgestrahlten Leistung übertrifft der Rote Riese die Sonne nun etwa um das 1500-fache, an Radius um das 120-fache. Er weist jetzt den Spektraltyp M auf. Sein Masseverlust ist mit mehreren 10−8 Sonnenmassen pro Jahr so stark, dass der Stern im Laufe der weiteren Entwicklung einen signifikanten Teil seiner Masse einbüßt. Die Zentraldichte ist mit etwa 700 kg/cm3 so hoch, dass der Kern weitgehend wie ein Weißer Zwerg entartet ist. Über diesem extrem dichten Kern läuft nun der konvektive CNO-Zyklus bei extremen Dichten und Temperaturen um 100 Millionen K in einer dünnen Schale ab, was einerseits für die außen sichtbare hohe Leuchtkraft des Roten Riesen sorgt und andererseits den immer schwerer werdenden, entarteten Kern immer weiter aufheizt. Aufgrund der für das Wasserstoffbrennen unüblich hohen Temperaturen und der deswegen extremen Fusionsgeschwindigkeit werden gegenüber dem normalen CNO-Zyklus hier auch erheblich schwere Zwischenkerne als C, N und O erzeugt („heißer CNO-Zyklus“).
Aufgrund dieser enormen Dichte (und der hohen Zentraltemperatur) setzt beim Erreichen einer Kernmasse von etwa 0,45 Sonnenmassen das Heliumbrennen ein. Aufgrund der im Zentrum stärkeren Neutrinokühlung startet das Heliumbrennen nicht direkt im Kern, sondern in einer Kugelschale außerhalb eines Volumens von etwa 0,10 Sonnenmassen. Damit steht im Kern eine neue Energiequelle zur Verfügung, welche die Temperatur weiter ansteigen lässt. Da die Geschwindigkeit des Heliumbrennens aber extrem stark von der Temperatur abhängt (von deren 30. Potenz), kommt ein sich äußerst rasch aufschaukelnder Prozess in Gang, der als erster Helium-Blitz bezeichnet wird. Ist die Temperatur genügend hoch (beim Erreichen der Fermi-Temperatur 300–400 Millionen K), wird dessen Entartung aufgehoben. Damit wird jedoch der dort herrschende Gasdruck wieder temperaturabhängig, was eine heftige Expansion des Kerns nach sich zieht. Beim Helium-Blitz wird eine merkliche Menge des Heliumvorrates umgewandelt, die dabei freigesetzte Energie wird aber zum Aufheben des Entartungszustandes und für Gravitationsarbeit bei der Expansion des Kerns benötigt. Es kommt deswegen nicht zu einer Supernova-Explosion. Die Expansion lässt den Kern abkühlen, wodurch sich schließlich ein stabiler Zustand mit zunächst ruhig ablaufender Kernfusion in der Kugelschale um den Kern mit 0,10 Sonnenmassen herum einstellt. In den nächsten 1 Mio. Jahren kommt es zum Kern hin zu weiteren, kleineren Helium-Blitzen, wodurch der Modellstern am Ende ein stabiles, konvektives Heliumkernbrennen erreicht. Das Heliumbrennen im nun wieder expandierten Kern drückt nun auch die wasserstoffbrennende Schale nach außen in kühlere, weniger dichte Regionen, wodurch deren Energieerzeugung stark absinkt. Der größte Teil der Leuchtkraft des Sterns resultiert nun aus dem Heliumbrennen. Die Oberfläche des Sterns wird nun wieder kleiner und heißer: Aus dem M-Riesen mit ehemals 1500 Sonnenleuchtkräften vor dem Helium-Blitz wird wieder ein K-Riese mit etwa 47 Sonnenleuchtkräften und 12 Sonnenradien (Punkt D im HRD).
Das Heliumbrennen verbringt der Rote Riese mit relativ gleichbleibender Leuchtkraft und Oberflächentemperatur. Erst wenn auch diese Energiequelle zur Neige geht, bewegt sich der Stern im HRD wieder nach rechts oben. Da dieser Pfad nicht mit dem Roten Riesenast identisch, sondern zu etwas höheren Oberflächentemperaturen hin verschoben ist, erhält er eine eigene Bezeichnung als Asymptotischer Riesenast (engl. AGB, Asymptotic Giant Branch).
Abermals liegt die Ursache für den Leuchtkraftanstieg in der abnehmenden Teilchenzahl (3 Heliumkerne wandeln sich in 1 Kohlenstoffkern um), der zunehmenden Atommasse (von 1,33 auf 1,85 atomare Masseneinheiten) und Gravitationsdruck. Nach etwa 120 Millionen Jahren ist das Helium im Kern aufgebraucht (nur 1/80 der Dauer des Hauptreihenstadiums), der Punkt E im HRD ist erreicht (etwa 120-fache Sonnenleuchtkraft und 23-facher Sonnenradius). Nach weiteren 40 Millionen Jahren hat der Stern das erste Leistungsmaximum übertroffen, er weist jetzt etwa 2500 Sonnenleuchtkräfte und 160 Sonnenradien auf. In seinem Zentrum befindet sich nun ein inaktiver, wiederum bis zur Entartung verdichteter Kern aus Kohlenstoff und Sauerstoff (letzterer geht durch Anlagerung eines weiteren Heliumkerns an den Kohlenstoff hervor), umgeben von einer heliumbrennenden Schale, der sich zunächst weiter außen die wasserstoffbrennende Schale anschließt. Weil das Heliumbrennen weniger Energie als das Wasserstoffbrennen freisetzt und auch nur ein begrenzter Heliumvorrat zwischen Kern und Wasserstoffhülle besteht, brennt die Heliumschale schnell aus, wodurch der erzeugte Kohlenstoff zum Kern hin kontrahiert und die wasserstoffbrennende Schale nach innen zu höheren Temperaturen verschiebt. Der Prozess aus dem RGB wiederholt sich nun solange, bis auf dem Kern so viel Helium abgelagert wurde, dass das Heliumschalenbrennen startet. Dadurch wird die wasserstoffbrennende Schale nach außen gedrängt und das Wasserstoffbrennen erlischt. Je nach Masse der verbleibenden Hülle wiederholt sich dieser Prozess – längere wasserstoffbrennende Phasen unterbrochen von kurzen heliumbrennenden Phasen – einige Male, bis die verbliebene Atmosphäre so dünn geworden ist, dass eine weitere Fusion nicht mehr möglich ist. Der vorher vom Riesenstern ausgehende langsame, dichte Sternwind wird nun schlagartig durch einen schnellen, dünnen und heißen Wind von der Oberfläche des Kerns ersetzt, der die vorher ausgestoßenen Schichten vor sich herschiebt. Der freigelegte Kern mit einer Oberflächentemperatur von über 100.000K bringt mit seiner intensiven UV-Strahlung die abgewehte Hülle des Sterns durch Ionisation zum Leuchten: Ein Planetarischer Nebel ist entstanden, der für einige Zehntausend Jahre sichtbar bleibt. Der verbliebene Kern hat nun nur noch sehr wenig Material für Kernfusionsprozesse übrig (~10.000 Jahre). Im HRD wandert der Stern nun von der Spitze des AGB nach links (weit über die Spektralklasse O hinaus). Nach dem völligen Erlöschen der Kernfusion kühlt der Kern ab und wird zum Weißen Zwerg mit ungefähr 0,6 Sonnenmassen.
Wie im nächsten Abschnitt gezeigt wird, steigt auf dem Asymptotischen Riesenast die Leuchtkraft noch etwas über die an der Spitze des Roten Riesenastes erreichte an.
Zwei weitere Abbildungen sollen noch einmal die sich beschleunigende zeitliche Entwicklung verdeutlichen. Um das kurze Stadium des Roten Riesen grafisch sichtbar machen zu können, sind Leuchtkraft und Masse nicht gegen das Alter des Sterns, sondern die noch verbleibende Zeit bis zum Beginn des Stadiums des Weißen Zwerges aufgetragen. Die Zeit ist logarithmisch dargestellt, d. h. von links nach rechts werden die einzelnen Entwicklungsphasen immer kürzer. Nach einem gemächlichen Leuchtkraftanstieg im Hauptreihenstadium und einer stabilen Energieabgabe in der Unterriesenphase folgt ein rascher, dramatischer Anstieg zum Ersten Riesenast. Der Helium-Blitz löst geradezu einen Leuchtkraftabsturz aus, dem sich eine zweite, jedoch kurze Phase von Stabilität anschließt. Schließlich erfolgt ein schneller Aufstieg auf dem Asymptotischen Riesenast.
Die Masse des Sterns bleibt lange Zeit stabil, erst nahe am ersten Leuchtkraftmaximum greift der Sternwind strukturverändernd ein. Bis zum Einsetzen des Heliumbrennens hat der Rote Riese mehr als 10 % seiner ursprünglichen Masse verloren. Nach dem Aufstieg auf dem Asymptotischen Riesenast hat er 30 % der Ursprungsmasse eingebüßt.

### Einfluss der Masse auf die Sternentwicklung

Entwicklung eines Sterns mit 1,7 Sonnenmassen vom Einmünden des Protosterns in die Hauptreihe bis zum asymptotischen Riesenast

Von allen Zustandsgrößen hat die Masse bei Weitem den stärksten Einfluss auf die Sternentwicklung. Als Beispiel sei hier der Weg im HRD eines Stern sonnenähnlicher chemischer Zusammensetzung, aber mit 1,7 Sonnenmassen, dem soeben skizzierten Szenario eines Sterns mit 1 Sonnenmasse gegenübergestellt. Die Punkte A bis E entsprechen den gleichen Entwicklungsstadien wie hierbei besprochen.
Im Hauptreihenstadium ist der massereichere Stern bei Weitem leuchtkräftiger als der massearme, der Unterschied beträgt etwa Faktor 10. Dementsprechend ist der Wasserstoffvorrat im Kern trotz größerer Ausgangsmasse wesentlich schneller versiegt; nach etwa 1,6 statt 9,5 Milliarden Jahren. Gegenüber dem Stern mit 1 Sonnenmasse läuft bei diesem Stern wegen der höheren Kerntemperatur schon während der Hauptreihenphase der CNO-Zyklus ab: Hier besteht der Kern aus einer konvektiven Kugel, in dessen Zentrum das Wasserstoffbrennen abläuft. Wie bei einem Stern mit 1 Sonnenmasse ist schon das Hauptreihendasein von einem signifikanten Anstieg der Leuchtkraft begleitet. Entgegen diesem ändert sich die Zusammensetzung des Kerns hier aber nicht kontinuierlich in dem Sinne, dass der Kern wie bei der Sonne langsam von innen nach außen ausbrennt, sondern wegen der Konvektion (Durchmischung!) im gesamten Kern gleichzeitig. Das hat zur Folge, dass das Volumen des konvektiven Kerns wegen der mit der Zeit zunehmenden Atommasse sinkt, wodurch sich – analog zum Roten Riesen – die Sternhülle ausdehnt und abkühlt: Der Stern entwickelt sich während der Hauptreihenphase so, dass er nach rechts zu niedrigeren Temperaturen und deutlich größerem Radius wandert (Die Sonne bzw. der 1-Sonnenmassen-Stern dehnt sich dagegen kaum aus, die Leuchtkraftsteigerung stammt aus einer Temperaturerhöhung!). Das konvektive CNO-Brennen hat auch den Effekt, dass im Kern am Ende der Hauptreihenphase das Wasserstoffbrennen schlagartig endet. Der gesamte Stern kontrahiert nun, wodurch er nun wieder kleiner und heißer wird, es entsteht im HRD ein „blauer Haken“, in dem sich der Stern (ohne Fusionsenergie nur durch Kontraktion) wieder zur Hauptreihe hinbewegt bis zum Punkt A. Hier sind nun die ehemaligen, den konvektiven Kern umgebenden Schalen so weit verdichtet worden, dass dort das Wasserstoffschalenbrennen einsetzt.
Die darauffolgende Unterriesenphase (A-B) ist besonders kurz, sie umfasst lediglich etwa 40 Millionen statt 1,2 Milliarden Jahre. Sie ist nun durch einen bemerkenswerten Leuchtkraftabfall gekennzeichnet, der aber durch die verhältnismäßig starke Abkühlung der Sternoberfläche erklärt werden kann. Während bei dem massearmen Stern zwischen den Punkten A und B die Oberflächentemperatur um etwa 700 K zurückgeht, fällt diese bei dem massereicheren um etwa 2000 K ab. Die Leuchtkraft hängt jedoch empfindlich von der Oberflächentemperatur ab, nämlich ihrer vierten Potenz.
Die weitere Entwicklung verläuft z. T. erstaunlich analog, der massereichere Stern büßt insbesondere seinen anfänglichen enormen Leuchtkraftvorsprung auf der logarithmischen Skala weitgehend ein. Sein Aufstieg auf die Spitze des Ersten Riesenastes geschieht zwar rasch – in etwa 80 statt 600 Millionen Jahren – doch mit dann etwa 2200 Sonnenleuchtkräften übertrifft er den massearmen Stern nur noch um etwa einen Faktor 1,5. Trotz unterschiedlicher Ausgangsmassen und damit Leuchtkräfte und Oberflächentemperaturen nähern sich die Entwicklungspfade der Sterne mit weniger als etwa 2,5 Sonnenmassen in ihrer Spätphase stark aneinander an. Das hängt damit zusammen, weil bei allen Sternen mit 0,7–2,5 Sonnenmassen der Heliumblitz bei einer Kernmasse von ungefähr 0,45 Sonnenmassen stattfindet, demzufolge sind die Leuchtkräfte der Heliumkerne anfangs auch sehr ähnlich. Es kommt zu einer Zusammenballung der Roten Riesen im HRD, auch wenn die massereicheren geringfügig heißer sind als die masseärmeren. Erst oberhalb von etwa 2,5 Sonnenmassen bleiben die anfänglichen Leuchtkraftunterschiede zwischen Sternen unterschiedlicher Ausgangsmasse auch im Stadium des Roten Riesen erhalten, wobei dieses aber dann mehr und mehr der Leuchtkraftklasse II, den hellen Riesen, zuzuordnen ist.
Auch nach dem Heliumblitz bleiben die Wege der masseärmeren Sterne dicht beisammen. Der Stern mit ursprünglich 1,7 Sonnenmassen weist mit etwa 86 Sonnenleuchtkräften nur einen Vorsprung von knapp einem Faktor 2 gegenüber dem Stern mit 1 Sonnenmasse auf. Dies hat zur Folge, dass die Dauer des zentralen Heliumbrennens nur wenig verkürzt ist, auf 80 statt 120 Millionen Jahre. Der Aufstieg zum Asymptotischen Riesenast erfolgt hingegen wieder ziemlich rasch, nämlich innerhalb von 15 statt 40 Millionen Jahren. Mit 2700 Sonnenleuchtkräften ist der Leuchtkraftvorsprung gegenüber dem Stern mit 1 Sonnenmasse nun fast ganz verschwunden.
Da der Stern mit ursprünglich 1,7 Sonnenmassen als Roter Riese kaum leuchtkräftiger ist als derjenige mit anfänglich 1 Sonnenmasse, darf man auch keinen wesentlich höheren Masseverlust erwarten. Die hier verwendeten Modelle sagen für den massereicheren bis zum Aufstieg zum Asymptotischen Riesenast einen geringeren Masseverlust voraus. Während der masseärmere bis zu dieser Phase bereits etwa 0,3 Sonnenmassen (30 % seiner Ausgangsmasse) verloren hat, sind dem massereicheren nur etwa 0,15 Sonnenmassen (ca. 10 % seiner Ursprungsmasse) abhandengekommen.
Während zu höheren Sternmassen hin der Übergang von den Riesen zu den hellen Riesen fließend ist, ist die kleinste Ausgangsmasse Roter Riesen durch das Alter des Universums und die Dauer der Hauptreihenphase klar definiert. Sterne mit weniger als 0,8 Sonnenmassen hatten noch gar nicht die Gelegenheit, die Hauptreihe zu verlassen. Eine noch geringere Masse bei Roten Riesen kann sich nur durch heftigen Sternwind einstellen.

### Einfluss der chemischen Zusammensetzung auf die Sternentwicklung

Entwicklung eines Sterns mit 1 Sonnenmasse, aber sehr geringem Anteil von Elementen schwerer als Helium, vom Einmünden des Protosterns in die Hauptreihe bis zum asymptotischen Riesenast.

Schließlich sei auch die Rolle der chemischen Zusammensetzung an einem Beispiel aufgezeigt. Der sonnenähnliche Stern mit einem Anteil von 2 % an Elementen schwerer als Helium wird nun mit einem Stern gleicher Masse, aber nur einem Anteil von 0,1 % an „schweren“ Elementen verglichen.
Der „metallarme“ Stern (mit dem geringen Anteil „schwerer“ Elemente) ist auf der Hauptreihe bedeutend leuchtkräftiger, etwa um einen Faktor 3. Je weniger „schwere“ Elemente die Sternmaterie enthält, umso durchsichtiger ist sie, umso schwächer sind die die Energie zurückhaltenden Spektrallinien. Zugleich ist der „metallarme“ Stern an der Oberfläche um etwa 1000 K heißer. Spektrallinien treten vor allem im Blauen und Ultravioletten auf. Dieser Bereich des Spektrums profitiert also am meisten von der erhöhten Durchsichtigkeit.
Durch die Verschiebung hin zu höherer Leuchtkraft als auch Temperatur gelangt der Stern im HRD dem Anschein nach unter die Hauptreihe der Sterne sonnenähnlicher Zusammensetzung. Dies wurde früher irrtümlich als Leuchtkraftdefizit interpretiert, wodurch solche Sterne „Unterzwerge“ genannt und ihnen eine eigene Leuchtkraftklasse VI zugewiesen wurde.
Die in Wahrheit größere Leuchtkraft verkürzt erwartungsgemäß das Hauptreihenstadium – den Modellen zufolge etwa um ein Drittel. Nach etwa 6 Milliarden Jahren ist der Wasserstoff im Kern verbraucht. Auch in der Unterriesenphase bleibt der Leuchtkraftunterschied erhalten. Somit fällt für den „metallarmen“ Stern auch dieser Lebensabschnitt kürzer aus – mit etwa 600 Millionen Jahren um die Hälfte.
Der Weg zum Ersten Riesenast ist mit etwa 200 Millionen Jahren um etwa zwei Drittel kürzer als bei Sternen mit sonnenähnlicher Elementenhäufigkeit. Dabei büßt nun aber auch der „metallarme“ Stern seinen Leuchtkraftvorsprung ein, und so ist die Dauer des Heliumbrennens mit 80 Millionen Jahren abermals nur um etwa ein Drittel verkürzt. Der Aufstieg zum Asymptotischen Riesenast vollzieht sich hingegen wieder rasch, er benötigt mit etwa 20 Millionen Jahren nur die halbe Zeit im Vergleich zu einem sonnenähnlichen Stern.
Erhalten bleibt zumindest zum Teil die höhere Oberflächentemperatur. Als Roter Riese ist der „metallarme“ Stern noch immer um etwa 500–600 K heißer. Die Riesenäste von Kugelsternhaufen, die sich durch einen besonders geringen Anteil „schwerer“ Elemente auszeichnen (zumeist nur einige 0,01 %), sind blauer als bei offenen Sternhaufen, deren chemische Zusammensetzung mit der der Sonne vergleichbar ist.

### Asteroseismologie
Mittels der Asteroseismologie ist es möglich, den Status des Roten Riesen zu untersuchen. Die Konvektion in der äußeren Atmosphäre regt Schwingungen an, die von der Photosphäre und Dichtesprüngen im Stern reflektiert werden und zur Bildung eines komplexen Musters an stehenden Wellen in der Atmosphäre des Roten Riesen führen. Die Dichtespünge entstehen an den Rändern der wasserstoff- und heliumbrennenden Zonen, in denen schwere Elemente als Ergebnis der Fusion entstehen. Bei einer Analyse von minimalen Helligkeitsvariationen aus den Datensätzen der Kepler-Mission gelang eine Einteilung nach wasserstoff- oder heliumbrennenden Roten Riesen. Damit lassen sich die Modelle der Sternentwicklung von Sternen mittlerer Masse besser verifizieren bezüglich Massenverluste und der minimalen Masse, die zum Zünden des Heliumbrennens erforderlich ist. Die Asteroseismologie ermöglicht weiterhin die Untersuchung des Rotationsverlaufs innerhalb der Sterne. Dabei stellt sich heraus, dass die Rotationsdauer der Kerne von Roten Riesen erheblich kürzer ist als die ihrer ausgedehnten Atmosphären. Die schnelle Rotation führt zu stärkerer Vermischung im Inneren der Sterne, und damit steht auch mehr Brennstoff für thermonukleare Reaktionen zur Verfügung, wodurch die Lebensdauer dieser Sterne verändert wird.

## Beispiele

Größenverhältnis zwischen Aldebaran und unserer Sonne

| Name                | Masse (M☉) | Radius (R☉) | Temperatur (K) | bolometrische Leuchtkraft (L☉) |
| ------------------- | ---------- | ----------- | -------------- | ------------------------------ |
| Aldebaran (α Tau A) | 1,16       | 45,1        | 3900           | 420                            |
| Arktur (α Boo)      | 1,08       | 25,4        | 4290           | 195                            |
| Gacrux (γ Cru)      | 1,5        | 120         | 3690           | 2390                           |
| La Superba (Y CVn)  | 3          | 422         | 2800           | 9800                           |
| Pollux (β Gem)      | 1,91       | 9,06        | 4590           | 32,5                           |
| Dubhe (α UMa)       | 3,44       | 17          | 5000           | 160                            |
| Menkar (α Cet)      | 2,3        | 89          | 3800           | 1480                           |
| Mira (ο Cet A)      | 1,2        | 400         | 2920           | 10000                          |